# Guó de Zhǐ
Guó de Zhǐ (沚𪭑) fue un jefe militar y líder del estado Zhǐ, activo durante el reinado de Guerrero Dīng (武丁) en la dinastía Shāng (ca. siglo XIII a. C.). Su nombre aparece en más de 300 inscripciones óseas. Aunque su figura no fue recogida por los textos históricos posteriores, las excavaciones en las Ruinas Yīn (Yīn xū 殷墟, actual Anyang, Henan) han permitido reconstruir buena parte de su papel político y militar.

## Origen y rendición
El el carácter «Zhǐ 沚» corresponde al topónimo de su estado. Originalmente, Zhǐ fue enemigo del reino Shāng. Una inscripción (H.J. 6990) registra la movilización de 3.000 efectivos por orden real para atacar a Guó, lo que evidencia la fuerza militar del estado. Tras su derrota, Guó se rindió y pasó a ser vasallo.

## Actividad militar
Situado en la frontera oeste del reino, Guó desempeñó un papel clave en:
- Defensa contra los pueblos de Tǔ 土 y Qióng 𢀛, vecinos inmediatos al oeste y norte de Zhǐ.
- Reconocimiento y vigilancia de la zona fronteriza, como refleja H.J. 6057.
- Campañas ofensivas contra pueblos y estados como Jié 㔾,[2] Gèn 亘, Què 雀 y Qiāng 羌, en las que cooperaba con fuerzas de otras regiones.

## Relaciones con la corte Shang
Guó viajó repetidamente a la capital shāng para recibir órdenes, presentar tributos —incluidos caballos blancos destinados a sacrificios— y participar en ceremonias religiosas. Destaca su intervención frecuente en el ritual chēng cè 稱冊, ceremonia previa a campañas militares. También acompañó al rey en actividades agrícolas y de caza.

## Red de alianzas
Mantuvo estrechos vínculos con el rey Guerrero Dīng, quien consultaba mediante oráculos su salud y seguridad en los viajes. Cooperó con figuras destacadas como la consorte guerrera dama Zǐ 婦好 y otros líderes regionales, como Zú, Zhì, Qí, Mù, Chā 𦥛 y hóu Gào 侯告.